# Eresina pseudofusca
Eresina pseudofusca är en fjärilsart som beskrevs av Henry Stempffer 1961. Eresina pseudofusca ingår i släktet Eresina och familjen juvelvingar. Inga underarter finns listade i Catalogue of Life.